# Contrapposto
Le contrapposto (mot adopté de l'italien, plus rarement orthographié contraposto en français), aussi appelé chiasme ou hanchement, est, dans les arts visuels, une attitude du corps humain où l'une des deux jambes porte le poids du corps, l'autre étant laissée libre et légèrement fléchie. Ce procédé, par l'effet de la torsion du corps qu'il induit, permet de donner une impression plus vivante que celui qu'aurait suscité une pose entièrement frontale.

## Dans la sculpture grecque antique
La tradition attribue son invention au sculpteur Polyclète. En réalité, le contrapposto apparaît dans la sculpture grecque à la fin du VIe siècle av. J.-C. et marque la transition entre l'art archaïque et le premier classicisme. L'attitude permet d'introduire du dynamisme dans la composition, tout en soulignant la cohérence du corps et le lien des différents muscles entre eux. Le côté de la jambe d'appui (Standbein en allemand) subit une pression vers le bas du fait de la gravité, alors que le côté de la jambe libre (Spielbein) est animé par l'élan vital, qui résiste à la gravité. La musculature du torse met particulièrement en évidence les deux mouvements : le côté de la jambe d'appui est comprimé et l'autre relâché.
L'une des formes les plus connues du contrapposto dans la sculpture grecque est celle où la jambe libre est rejetée en arrière, le talon relevé et la pointe du pied touchant seule le sol. La pose est souvent associée à Polyclète, qui en donne un bon exemple dans son Doryphore, mais là encore, il ne s'agit pas d'une invention du sculpteur de Sicyone : on trouve des exemples de jambe libre rejetée en arrière dans des statuettes en bronze antérieures, ou encore dans des représentations sur vase.
Chez Polyclète, l'épaule du côté de la jambe d'appui est le plus souvent abaissée, celle du côté de la jambe libre étant relevée, souvent pour porter quelque chose — une lance — dans le cas du Doryphore. La jambe d'appui tend être celle de droite. Le contrapposto polyclétéen reste dominant tout au long du Ve siècle av. J.-C. Praxitèle s'en éloigne au IVe siècle av. J.-C. en accentuant le déséquilibre. Dans le type du Satyre au repos, la pointe du pied libre touche le talon du pied d'appui et le tronc d'arbre sur lequel le personnage s'appuie est indispensable à la composition.
- Contrapposto
- Contrapposto Doryphore
- Copie d'une statue de Polyclète en contrapposto.
- Contrapposto Doryphore

## À la Renaissance
Les primitifs italiens, Coppo di Marcovaldo et Guido da Siena, l'utilisent déjà pendant la pré-Renaissance. Des artistes de la Première Renaissance italienne tels que Donatello (1386-1466) et Andrea del Verrocchio (1435-1488) ont relancé la formule observée sur les sculptures classiques romaines, lui donnant le nom de contrapposto, qui suggère l'action et la réaction des différentes parties du corps, et enrichissant la conception par une étude anatomique scientifique.